# Los ricos bobos
El libro Los Ricos Bobos de Juan Carlos Zapata, apareció en 1995 bajo el sello del grupo Alfa Editorial C.A. Era el año de lo peor de la crisis bancaria que derrumbó el 50% del sistema financiero venezolano. Los ricos bobos se convirtió en todo un superventas. Algunos de los capítulos de la obra se detallan a continuación: 

## Los grandes huevos del Avestruz
- Los ricos que quedan y los millones que faltan

Mira Michu, tienes que guardarme a tu hija mayor para mi hijo le dijo Alberto Sosa Schlageter, actual presidente de Seguros La Seguridad, a Miguel Ángel Capriles López en un almuerzo dominguero donde éste y su esposa Magalita eran los anfitriones. Pero está todavía muy pequeña. No hay que pensar en eso. Apenas cumplirá cuatro años. Tengo que asegurarme desde ahora porque quedan muy pocos ricos en Venezuela.
En los tiempos del nacimiento del Movimiento Al Socialismo, MAS, circuló un afiche que mostraba a los ricos que presuntamente "jodían" al país. Allí estaban fotografiados, entre otros, Pedro Tinoco, Alberto y Gustavo Vollmer Herrera, Eugenio Mendoza Goiticoa, Andrés Boulton... Luego circularon los billetes de 100 con la cara de los mismos personajes. La leyenda propagandística decía que el billete era falso porque el verdadero se lo había cogido el del retrato en cuestión.
Luis José Oropeza, presidente del estatizado Banco Consolidado, afirma que en Venezuela no hay ricos sino grandes gastadores de dinero. En su opinión, no es posible la existencia de ricos de verdad en un país con un mercado tan pequeño y un Estado dominándolo todo. Para colmo de males, la burguesía venezolana no ha sido exportadora, y por lo tanto no ha producido monedas duras. «Los ricos del país producen dinero blando y devaluado». Los llamados Amos del Valle, que ya no existen sino en los nombres y en su apariencia, se vendieron múltiples veces las tierras del Valle de Caracas a un precio cada vez más alto. Ahí está el secreto de que unos muestren la bolsa más llena que otros. Es pura ficción. Son ricos de mentira.  
Manuel Puyana, presidente de Fivenez, asegura que buena parte de la crisis del país tiene su origen en la ausencia de magnates. Carlos Bernárdez Lossada recuerda a los «empresarios Toyota» del pasado y José Vicente Rangel afirma que ahora lo que hay son ricos de pacotilla. El mismo Puyana, fundador del MAS en el estado Miranda y hoy hombre de confianza del llamado Grupo Vollmer, le recuerda a Alberto y a Gustavo Vollmer Herrera cuántos billeticos y afiches de aquellos pegó y distribuyó en el Este de Caracas. «Ahora la fortuna se ha acabado. Todo era mentira». Para Arturo Sosa, presidente de Finalven, la definición de ser rico es tan variada como el mismo número de pobres. En su opinión, hay que tomar en consideración dos elementos:
1. Una fortuna internacional es aquella que suma varios cientos de millones de dólares. Este concepto reduce los ricos de fortuna internacional a veinte en Venezuela. Eso sería poco para un país que se hartó de tantos petrodólares.
2. Si se calcula en términos locales, entonces la estimación debe realizarse sobre la base de decenas de millones de dólares. En este caso puede hablarse de cierta abundancia.

## Crea fama y olvida la riqueza
- Medias verdades

En Venezuela hay fortunas que son mitológicas. Quedaron en el pasado. No existen. Son pura fama. La crisis de 1994 se ha interpretado como una especie de retorno de los Amos del Valle al centro de las decisiones. Pero los empresarios coinciden que muy poco queda de ellos. «Las fortunas del Valle perdieron importancia relativa», ha dicho Sosa. Y son pocos los Amos del Valle que se han salvado de escándalos y quiebras. Según Oropeza, la quiebra de Seguros La Seguridad es una muestra de que los Boulton no podían sostener más a la empresa. ¿Dónde quedó el imperio Boulton? Igual pasó con José Alvarez Stelling. Agrega Oropeza, el banquero perdió 1.000 millones de dólares, y no podía soportar más la situación. ¿Dónde quedó esa fortuna?
Los Boulton, Machado Zuloaga, Blohm, Zingg y Velutini han quedado rezagados, aunque todavía conservan caudales de dinero. Pero sus bancos, sus empresas de seguros, sus redes comerciales, sus negocios, en general, han pasado a segundo plano y donde aún conservan posiciones de liderazgo, ello realmente no tiene un significado determinante. Esto no significa, sin embargo, que no estén removiendo estructuras, recuerdos, ilusiones y baterías para volver al sitial de honor. El poder es un recio sabor.
Aún está vivo el recuerdo de la caída de Seguros La Seguridad (Boulton), en la que un pool de bancos tuvo que intervenir para salvarla. Malos negocios. Expansión desmesurada. Para colmo, manipulación del precio de las acciones para ocultar pasivos y aflorar ganancias. Un hueco de más de 10.000 millones de bolívares. Los administradores de la aseguradora planificaron para una economía siempre en expansión y se endeudaron desmesuradamente. Los Boulton le inyectaron 3.000 millones de bolívares y recibieron un tratamiento distinto, discreto, en la crisis financiera. Por otro lado están los herederos que inventan demasiado. Y sin embargo, en el caso de La Seguridad hubo celeridad en la operación salvamento por los nombres vinculados a la empresa. Hasta Arturo Uslar Pietri cabeza de la Junta Directiva solicitó al Gobierno auxilio inmediato. En enero de 1995, el Grupo Boulton vendió su cementera, Consolidada de Cementos, y con ello el «consorcio» ha quedado concentrado en el sector transporte con Avensa y Termimales Maracaibo. ¿Otro grupo que se fue?

## Luz que se apaga
- El débil poder político

La dosis política de los Amos del Valle quedó disminuida, también. Ya los presidentes  Caldera, Pérez, Herrera, Lusinchi no los consultaban. Y ellos se sumieron en un desventajoso, a veces, bajo perfil. Rómulo Betancourt pedía consejo a los jefes de familia y capitanes de empresas y bancos más importantes de los 60 y 70: Gustavo Vollmer Herrera, Andrés Boulton, Oscar Machado Zuloaga, Rodolfo Rojas, Eugenio Mendoza Goiticoa, Andrés Germán Otero y Arturo Sosa.
El interés común de derrotar la insurgencia armada vinculó estos nombres a la cosa pública. Y en Fedecámaras eran colocados interlocutores válidos ante el mundo político, ante el país y ante el gobierno de turno. En algunas ocasiones el grupo de empresarios fue hasta Washington D. C. a buscar ayuda para combatir la guerrilla. Por ejemplo, en una oportunidad gestionaron la entrega de varios helicópteros tácticos. Pedro Tinoco ha sido el último empresario de gran influencia en arriesgarse en funciones públicas, presidencia del Banco Central de Venezuela aunque su aspiración presidencial en la década de los 70 no tuvo ninguna acogida entre los electores.

## Mudados y Perdidos
- Quien no cuida lo que tiene...

El sector político, por otro lado, creyó lograr el orden y el avance del país. El empresariado se confió. Perdió interés. Se refugió en cómodas posiciones. Se mudó a Miami. Se olvidó hasta de lo más elemental, por ejemplo, de que se funda o se administra un banco para obtener poder, para forjarse un apellido y una tradición y para hacer negocios. Se quedaron solo en los negocios “facilotes” y de exhibición. Comenzaron a colocar segundones en los organismos cúpulas gremiales. Y aquellos copiaron los vicios del clientelismo y desvirtuaron el papel de Fedecámaras, la Asociación Bancaria, Consecomercio, Conindustria, solo para mencionar algunos ejemplos. Según Oropeza, el liderazgo se plebeyizó. «Es más mediocre el liderazgo económico que el político», afirma. Y es mucho decir. Recuerdan hoy que Ciro Añez Fonseca llegó a la presidencia de Fedecámaras solo porque al ser un funcionario a tiempo completo conocía la marcha de la maquinaria clientelar. Luego han llegado seudo líderes sin audiencia ni peso propio.
La aparición del golpismo y la Causa R, coinciden varios empresarios consultados, debería obligar a un reagrupamiento de fuerzas. De hecho, Freddy Rojas Parra, presidente de Fedecámaras cuando la intentona golpista del 4 de febrero, ha promovido una mayor participación política del empresariado, propuesta que fue relanzada después por Berend Roosen, presidente de Consecomercio. No se trata solo de que las organizaciones partidistas reserven lugares salidores en las planchas parlamentarias para que algunos grupos o editores de periódicos designen a los hombres de confianza a ocupar esos puestos. El objetivo es ir más allá. Un ejemplo: Edgar Dao, presidente del Banco de Caribe, quiso ser diputado por un circuito electoral de Caracas.

## Pura Plata
- Se oye el martillo

Los políticos han visto tradicionalmente al empresario como una fuente de financiamiento. «Consígueme una entrevista, del resto me encargo yo». Los banqueros fueron los que más cayeron en ese juego. Para el político politiquero el dinero es lo que cuenta. Con el empresario, no había discusión sobre un proyecto de país. Según Rangel, la dirigencia se «entregó al disfrute concupiscente de una realidad. Fueron administradores pasivos de la bonanza petrolera. El impacto del bombardeo de recursos no pudo ser asimilado tanto por la clase política como por la empresarial. Se abandonó todo. Hasta las plazas públicas. Y ello tuvo un efecto erosionador para la nación».
Cuando algún hombre de negocios se arriesga a la participación directa en el poder, llueven las descalificaciones. Surgen los enemigos, Era imposible que se observara con naturalidad que el empresariado aspirara al poder supremo. El ejecutivo de empresas tenía derecho a llegar solo hasta ministerios claves de la economía. Tinoco fue más allá porque el poder siempre estuvo en su piel. No lo consiguió. Gómez López se arriesgó con Eduardo Fernández, primero y Oswaldo Alvarez Paz, después, y le pisaron la cabeza. Orlando Castro Llanes aspiró apoyando claramente a Andrés Velásquez y le pusieron «el culo contra la pared», como él mismo lo ha dicho. José Alvarez Stelling apostó al poder de Carlos Andrés Pérez, primero, y Luis Alfaro Ucero, después, y lo aporrearon. Los Cisneros aspiraron con CAP y se exiliaron. Pecado mortal. Pero todos ellos cometieron el mismo error. Vieron la política desde la bancada de la hipocresía, como dice Rangel. Financiar pero no participar activamente, con la excepción de Tinoco. Lo que está planteado ahora es que se abandone el juego hipócrita y los empresarios prueben directamente la victoria o la derrota electoral, o el éxito o el fracaso en la administración pública, como lo han hecho Silvio Berlusconi en Italia o Fernando Collor de Mello en Brasil.
En verdad, pocos han entendido que como cualquier grupo social los empresarios también tienen derecho al poder. Anteriormente, los gobiernos se ufanaban de contar con el respaldo de un grupo importante. Y ese grupo importante hacía ver con claridad que su hombre estaba en el gobierno y ello constituía un elemento más de fortaleza para ese funcionario. No es la ambigüedad actual de si Gustavo Roosen es o no hombre de confianza del Grupo Polar. Si en el gobierno de Caldera está representando tales intereses. Si fuera así de claro, muchos respirarían mejor, pues detrás de Miraflores estaría también el poder del más importante grupo empresarial del país. Pero no se sabe. «Es el modelo hipócrita», opina Rangel. No se da la glasnot que es fundamental. En Estados Unidos los sectores económicos están representados en el Parlamento o en el Ejecutivo. Los factores de poder lo saben, y el lobby es la práctica de lograr que unos intereses se impongan sobre otros. Pero todo es nítido. Las reglas están fijadas. En Venezuela los empresarios financian a los partidos y la ayuda va cargada de vicios porque no es transparente. Ahí comienza el peligro.

## Mal Negocio
- Mandar por encargo

Esa relación de arreglo y entendimiento se perdió porque los dirigentes de partido y de gobierno le dijeron al empresario: usted allá y nosotros acá. Nosotros decidimos y usted actúa. Usted nos propone y nosotros resolvemos. Usted nos dice y nosotros vemos qué intereses tocamos. Y el empresariado decía, según José Vicente Rangel:
«ustedes dejan que yo haga dinero y yo no los molesto en sus funciones de Gobierno. Era una alianza espuria entre políticos y empresarios».
El empresario se conformó. Ahí perdió las perspectivas de él mismo, de su negocio, de su empresa, del mercado y del país. Su fortaleza se transformó en debilidad. Pasó de activo a pasivo y permitió que el Estado creciera, se agigantara, hasta colapsar. En el colapso, todos los sectores han sufrido. Entonces actualmente hay empresarios que se lamentan. Y, lo peor, nada pueden hacer contra ese Estado todopoderoso. Los banqueros se dejaron acorralar porque los depósitos del sector público pesan mucho en las cuentas y los institutos se los pelean, con o sin corruptelas.
El empresario permitió que no solo la riqueza se distribuyera mal, sino que lo que se distribuyó llegó a los peores. En Colombia, hay más pobres que en Venezuela, pero los ricos que se armaron y aprovecharon, son los que han hecho grande al país, le han impreso visión de futuro. La oligarquía participa en los partidos. En Colombia y Chile los apellidos de tradición hacen política. En Venezuela es un riesgo. Y la realidad debe imponer la legitimación de la participación empresarial en funciones de gobierno: en las alcaldías, las gobernaciones, los ministerios.
Al dejar a los políticos actuar solos, el empresariado se desentendió de su papel político y social. Y unos se decidieron a coger y otros a no coger. Y ahí todo se distribuyó mal. Cálculos empresariales indican que por lo menos 150 políticos venezolanos poseen en el exterior un aproximado de 750 a 1.000 millones de dólares. Un promedio de entre 5 y 10 millones de dólares.
Hay miles de personas entre inversionistas, ahorristas de toda la vida, especuladores de última moda y empresas, que con una media también de entre un millón y cinco millones de dólares, poseen activos en el exterior por 30.000 millones de dólares. Una élite de 10.000 empresarios, banqueros, inversionistas corporativos, empresas, guardan 50.000 millones de dólares en bancos extranjeros. Aquí hay una suma de grandes y muy grandes. Si todos esos capitales retornaran...
Por otro lado están los empresarios con vocación política que malinterpretaron esa vocación. Utilizaron el poder político y la influencia no para crear las condiciones de mercado sino para evadir impuestos, para evitar la vigilancia de la Superintendencia de Bancos, para pasar por encima de las reglas. Recuerdan hoy los banqueros que «en una de sus locuras, Jose Alvarez Stelling quiso inventar una declaración de impuesto sobre la renta que nadie se la iba a creer». Para eso era que servía la relación con el político o el Presidente de turno. En todas partes del mundo el dinero influye en la política, pero no siempre para que se hagan la vista gorda.
Es que los Vollmer son así. Fueron criados para mantenerse alejados de la actividad política. Y eso que Arturo Sosa ha hecho lo posible por empujarlos hacia el poder. Es que los Mendoza de Polar no quieren aparecer por ningún lado. Son de bajo perfil. Eso es lo que les conviene. Están comprando el país porque las circunstancias han dado ese giro. Pero ellos no quieren activismo. Y eso que al Oso cada vez que se mueve se le ven la bolas. Es que es muy grande.
Así hablan quienes conocen de cerca a los Vollmer y los Mendoza de Polar. Y la verdad es que la pérdida de la sinergia entre políticos y empresarios es una de las causas de la corrupción. Políticos que escalaron y treparon los peldaños del poder para enriquecerse y poquísimos empresarios dijeron algo, y eso a escondidas. Ejecutivos de empresas también treparon los peldaños del jalabolismo para enriquecerse porque sus jefes descansaban cómodos y tranquilos en sus mansiones. Ahora pagan las consecuencias de traiciones, deslealtades y hasta de corruptelas que se esconden desesperadamente para no exponerse al escarnio que han sufrido los políticos.

## ¿Con Quién Vamos?
- Que venga el cambio

Los empresarios olvidaron que la influencia en el poder gubernamental es para hacer a un sector más eficiente o para que se aprueben medidas que permitan el crecimiento y el desarrollo del país. El fortalecimiento de las empresas, la masa laboral, el país en general. El 1 de diciembre, la periodista Argelia Ríos escribió:
«Se entiende la necesidad de que empresarios y políticos mantengan una relación fluida, toda vez que el sistema democrático se sostiene y se construye cada día con el esfuerzo de cada uno de los sectores que lo conforman. El problema radica en que esas vinculaciones se vean distorsionadas a causa de favores cuyo pago se traduce en decisiones para beneficiar a grupos particulares y no al colectivo».
Agrega que:
«mientras los políticos son señalados por el dedo acusador de la sociedad, los grupos empresariales beneficiados por este maridaje han logrado mantenerse en el anonimato, por lo menos a los ojos de las mayorías».
El propio Adam Smith advirtió que el empresariado emprendedor es un gran creador de riqueza, pero cuando se adapta a los esquemas del proteccionismo y el intervencionismo estatal, pierde todos los escrúpulos posibles en la búsqueda de privilegios hasta ser un agente de corrupción política de primer orden.
Según Aníbal Romero, hay dos maneras de ser rico:
1. Como la aristocracia británica. Su riqueza está íntimamente ligada al desarrollo imperial del país. Por lo tanto esa riqueza depende de la continua grandeza del país. Además, la aristocracia es la primera en dar la cara ante los conflictos, porque entiende que el derrumbe de la nación es el derrumbe de ellos mismos.
2. La otra manera de ser rico es la depredadora. Es hacerse rico sin ninguna relación directa con el avance de la nación, sino depredándola. Se hacen ricos y empobrecen al país. «Esos son nuestros ricos», dice Romero.

El caso es que cuando se es rico de la segunda forma:
«no se tiene proyecto de país. De allí que cuando ellos se encuentran ante un Estado fuerte y gobierno dispuesto a partirle las rodillas, se ponen de rodillas. Son vulnerables».
En opinión del presidente del Banco del Caribe, Edgar Dao, «los ricos se apartaron del país cuando la parte externa de su fortuna comenzó a ser más grande que la interna». John Sweeney, periodista estadounidense y analista de asuntos latinoamericanos de la Fundación Heritage, en una conferencia celebrada en Washington D. C. a principios de marzo de 1995, expresó que:
«Venezuela como nación ha estado en decadencia durante los últimos 15 años. Las razones incluyen la caída del precio del petróleo, el rapaz mercantilismo y la corrupción de sus élites políticas y empresariales, la resistencia de esas elites al cambio, la ausencia de un Estado de Derecho y de respeto hacia los derechos de propiedad, a la vez de una convicción generalizada entre gobernantes y que (sic) el estatismo y la centralización del poder es preferible a un mercado libre y a una verdadera democracia».
Todo parece venir de atrás. De los tiempos en que Juan Vicente Gómez manejo al país como una hacienda de su propiedad. De los tiempos en que la Guerra de Independencia de Venezuela dejó sin oligarquía a la nación y en cambio colocó al mando a muchos caudillos depredadores. Por su parte, la riqueza basada en la depredación no toma en cuenta los conceptos de clase, de trabajo ni de élite. Es así corno ocurre el desdibujamiento progresivo del país. Hay miedo, es verdad. El empresario se siente perseguido en muchas circunstancias. Pero también es cierto que, expresa Rangel:
«son frágiles. No constituyen una clase empresarial bien estructurada. Es un empresariado propio de un país estatizado, con una concepción primitiva del hecho empresarial».
Y los ricos no parecen darse cuenta del problema. No parecen percatarse de que el modelo de Puntofijo está agotado, de que los partidos políticos perdieron su contacto con la realidad, que organizaciones como Acción Democrática no asumieron su responsabilidad en los Gobiernos de Lusinchi y Pérez. Que dejaron que la realidad se desbocara. Los ricos, perdedores con la crisis del sistema, se sentaron también a ver los toros desde la barrera. Cayendo en la abulia y la flojera intelectual. No han presentado un proyecto alternativo. Por el contrario, siguen pagando el peaje de la cuota de poderes y favores a dirigentes corruptos sin propuesta ni apoyo.
No todo está perdido, afortunadamente. Es el tiempo de la sinceración. No hay ideologías de por medio. Solo la gerencia y la eficacia deben imponerse. Todavía quedan grupos y familias adineradas en Venezuela que ahora deben asumir su papel y responsabilidad. Los ricos están obligados a ver las cosas de manera diferente. En Francia, luego de la Revolución francesa, la burguesía desplazó a la oligarquía corrompida. En Colombia la oligarquía ha logrado mantenerse unida bajo un concepto de nación y con propósitos. En verdad, las condiciones locales e internacionales han cambiado. Hay que prepararse para la globalidad.
Al hablar de Colombia, el vecino del Oeste, surge la comparación inmediata. Solo que allí existe una burguesía formada sobre la base de esfuerzos, a pulso de exportaciones, que siempre requirió de divisas para fortalecerse internamente y como nadie se las dio (léase el Estado), estuvo obligada a buscarlas afuera.
La comparación entre Colombia y Venezuela luce distante si se toma en cuenta el hecho de que mientras en el país están desapareciendo las grandes organizaciones empresariales con tradición y empeño, en el mercado colombiano tienden a fortalecerse. Estamos hablando del Sindicato Antioqueño, el Grupo Santo Domingo, la Organización Ardila Lülle y la Organización Luis Carlos Sarmiento. Cada una de estas cuatro corporaciones cuenta en su haber con más de 100 compañías que operan en la industria, el comercio, la Banca, transporte, medios de comunicación, alta tecnología, telecomunicaciones, bebidas, etc.
Una de las firmas del Sindicato Antioqueño, Cadenalco, protagonizó hace poco la compra de Cada y Maxy's, junto a Polar y Makro, por un total de 125 millones de dólares. El aporte de la empresa colombiana supera los 70 millones de dólares. El empresariado de Colombia está preparado para actuar en bloque. En organizaciones completamente integradas, con sinergia y recursos suficientes para atacar mercados externos, tanto en el marco del Pacto Andino como en el del G-3. Y no son solamente esas grandes corporaciones, porque hay más grupos en Colombia como el Carvajal y el Mundial, entre otros.
La reacción venezolana está limitada a un puñado muy pequeño de empresas, luego del fracaso del sistema financiero. Pero solo dos grupos pueden mostrar capacidad de respuesta hacia la incursión colombiana en el país: Cisneros y Polar. La ODC ya lo está haciendo en el propio patio de Colombia, tanto en medios de comunicación como en telecomunicaciones, precisamente compitiéndole a grupos como el Santo Domingo, Ardilla Lulle y Luis Carlos Sarmiento.